# Hypochlorosis turneri
Hypochlorosis turneri är en fjärilsart som beskrevs av Waterhouse 1903. Hypochlorosis turneri ingår i släktet Hypochlorosis och familjen juvelvingar. Inga underarter finns listade i Catalogue of Life.